# فرانسيس الين وورك
فرانسيس الين وورك (بالإنجليزية: Frances Ellen Work)‏ سيدة مجتمع أمريكية (ولدت في نيويورك 27 أكتوبر 1857)